# György Sarlós
György Sarlós   (Budakeszi, 29 de juliol de 1940) és un remer hongarès, ja retirat, que va competir durant les dècades de 1960 i 1970.
El 1960, amb tan sols 20 anys, va disputar els seus primers Jocs Olímpics d'Estiu a Roma, on quedà eliminat en sèries en la cursa del quatre sense timoner del programa de rem. El 1968, als Jocs de Ciutat de Mèxic, guanyà la medalla de plata en la prova del mateixa prova. Formà equip amb Antal Melis, Jozsef Csermely i Zoltán Melis. Quatre anys més tard, als Jocs de Múnic, quedà eliminat en sèries en la prova del dos sense timoner.
En el seu palmarès també destaquen dues medalles de plata al Campionat d'Europa de rem, el 1967 i 1969.